# Fehér Péter (lelkész)
Fehér Péter (Ács, 1830. október 13. – Budapest, 1876. július 13.) református lelkész, tanár, lapszerkesztő.

## Élete
A teológiát Pápán végezte; részt vett mint nemzetőr a szabadságharcban, majd győri káplán volt. Innen Heidelbergbe ment, honnan hazatérve 1857-ben tanár lett Kecskeméten a református főgimnáziumban, ahol a magyar nyelvet és irodalmat tanította. Megalapította és szerkesztette a Kecskemét című lapot. Tanácsosa volt a református egyháznak, választmányai tagja az Országos Középiskolai Tanáregyesületnek és az Országos Protestáns Egyletnek, egyúttal a népkör és a dalárda elnöki tisztét is betöltötte. 1864-65-ben a református főiskola, 1871-72-ben pedig a gimnázium igazgatója volt Kecskeméten. Szélsőbaloldali politikai nézeteket vallott. Kecskemét felsőkerülete országgyűlési képviselőjének szerette volna megválasztani, de Fehér nem akart felhagyni a tanítással, ezért Mocsáry Lajost ajánlotta maga helyett, akit meg is választottak. 1866. december 22-én házasságot kötött Herczegh Alojziával. Súlyos betegség következtében hunyt el 46 éves korában Budapesten, tanárságának 19., házasságának 10. évében. Síremlékét kecskeméti tisztelői állíttatták.

## Munkái
Cikkei: Heidelberg és egyeteme (M. Sajtó 1857. 233. sz.), Külföldi irodalmi szemle (Prot. Közlöny 1858–59.), A kecskeméti hétéves népkör  története (Kecskemét 1875. 18. 19. sz.); írt még a Kecskeméti Prot. Közlönybe (1858.). Fördősnek Papi dolgozatok gyászesetekre c. gyűjteményébe (Kecskemét XI. 1864.), a Kecskemétbe és az Orsz. Tanáregylet Közlönyébe (IX. 1875.)
Alapította és szerkesztette a Kecskemét c. heti lapot 1873. jan. 5-től 1874 végeig (Horváth Györggyel együtt).